# Terracotes votives etrusques de la Biblioteca Museu Víctor Balaguer
Les terracotes votives etrusques de la Biblioteca Museu Víctor Balaguer és una col·lecció de 10 exvots etruscs de terracota d'època hel·lenística, segles IV-II aC, que van ser dipositades a la Biblioteca Museu Balaguer de Vilanova i l Geltrú pel Museo Arqueológico Nacional de Madrid (MAN), procedents del santuari de Cales, situat a la població de Calvi Risorta (Caserta, Campania).

## Història
Des de la fundació del Museu Arqueològic Nacional de Madrid, el 1867 per Isabel II, a causa de l'impuls cultural d'il·lustració que va iniciar el rei Carles III a la capital del regne al segle xviii i al desig de crear en tots els estats grans museus nacionals, es va portar una política d'adquisició de col·leccions particulars d'arqueologia, fruit del recull de molts il·lustrats que veien en l'objecte un necessari referent per al rescat i coneixement de la història antiga del país.
Algunes col·leccions famoses varen ser: Juan de Dios de la Rada y Delgado, Tomàs Asensi, Eduard Toda, Theodor Stutzel i la del marqués de Salamanca. Aquesta, adquirida pel Museu Nacional l'any 1874, era formada per nombrosos objectes clàssics, com estàtues de marbre, relleus arquitectònics, mosaics, més de 150 estatuetes de bronze, llumeneres, aixovar i mobles romans; ceràmica etrusca, grega i romana; més de 2.000 monedes i més de 3.000 terracotes de Cales en forma de cap, mitja cara, mà, peu, porcs senglar, cavall, brau, careta, bust, braç, cames, etc. De la col·lecció de terracotes se sap que es van deixar en dipòsit al Museo Arqueológico de Saragossa 57 peces variades; a la Biblioteca Museu Víctor Balaguer van entrar 85 peces l'any 1953, que més tard van ser reclamades, menys deu peces que van quedar en exposició.

## Arqueologia
El santuari etrusc de Cales, antiga ciutat del poble itàlic dels Aurunci, és situat al municipi de Calvi Risorta, província de Caserta, a la regió de la Campània (Itàlia), prop del lloc conegut com a “Calvi Vecchia”. Ocupada pels etruscs i fronterera amb la Magna Grècia, rep la influència d'aquestes dues cultures. Conquerida pels romans en el 355 aC, va adquirir la categoria de colònia llatina i de colònia romana en època imperial.
En aquest santuari, es depositaven ofrenes d'exvots de terra cuita en què es representaven parts del cos humà, animals i representacions cloroplàstiques de caràcter familiar, a manera de pregària a la dea, demanant cura i protecció. I quan hi havia excedents d'ofrenes es treien de manera ritual i s'enterraven en fosses o dipòsits votius. D'aquests, sembla que a Calvi se'n van trobar tres, segons Comella: un, conegut com de San Pietro, situat junt a les portes de la ciutat.
Aquestes terracotes eren fetes d'argila vermella ataronjada, amb nombrós desgreixant de mica i glans negres carbonatades i volcàniques.
Les peces es feien a motlle i després les cares, i els conjunts funeraris es retocaven per personalitzar-los. El següent procés era donar una capa d'engalba argilosa i es posava al forn, per després poder aplicar el color.
El costum de fer terracotes de tipus funerari ja era molt contrastat durant el ple predomini de la cultura etrusca, durant els segles VII-VI aC, a la Toscana, Umbria, Lazio i a la Campània i va tenir la màxima expressió durant els segles IV-II, època hel·lenística; arribà fins a època augusta en l'art monumental.

## La col·lecció
Les 10 peces que guarda la Biblioteca Museu Víctor Balaguer s'han de situar dins del corrent d'art conegut com a hel·lenisme, en què la influència del realisme clàssic de l'art grec es reflecteix en la recerca del retrat i la recreació en els detalls, presentant els camps temàtics típics dins la cloroplàstica d'aquells temps. Així tenim:

### Cap masculí

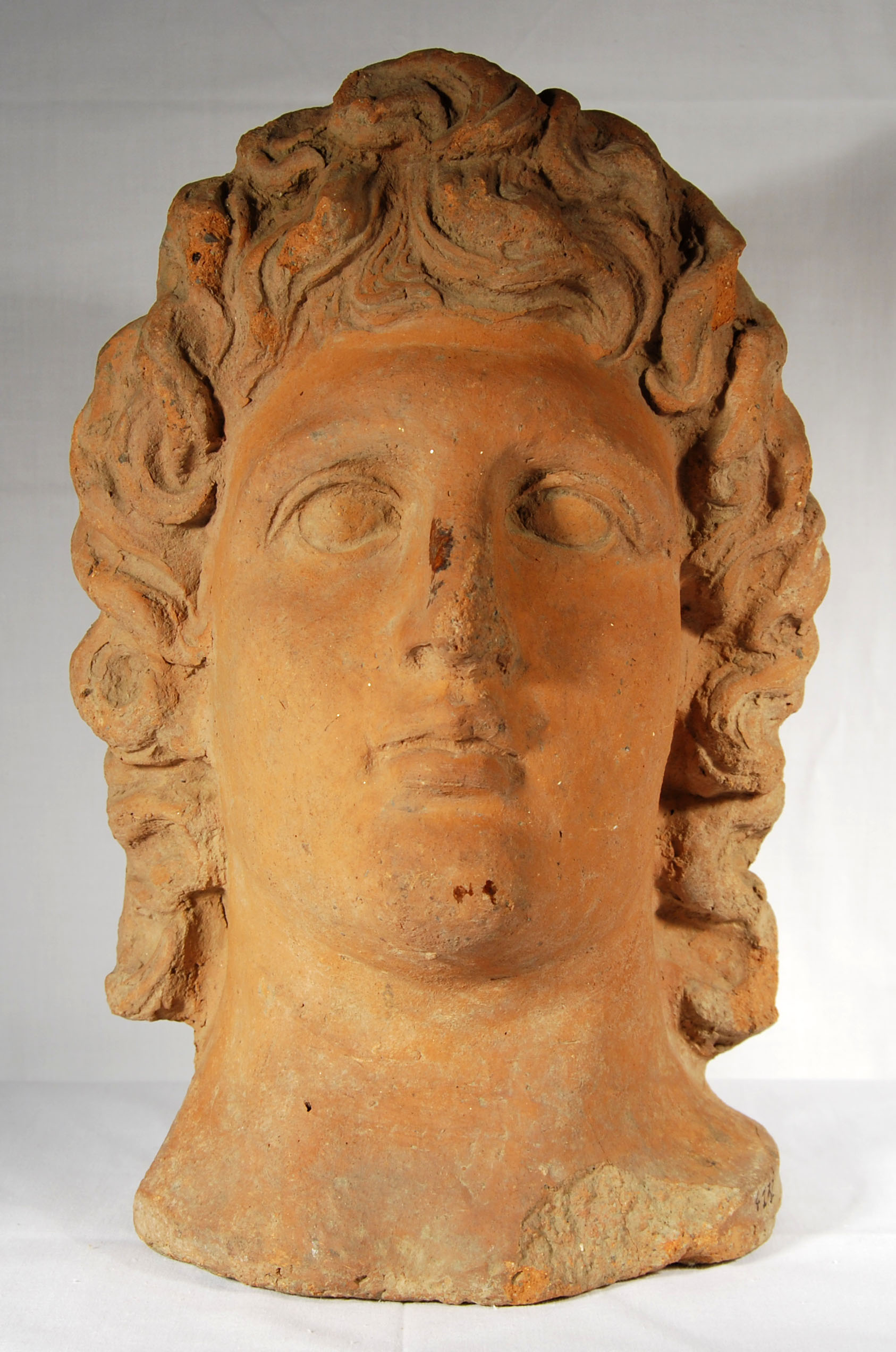
Cap masculí. Exvot etrusc hel·lenístic de Calvi (Campània). BMVB-4132

Invent. 4132. Cap d'home adult amb pentinat de rínxols amb una cletxa al front que separa el cabell, a dreta i esquerra i baixa en mitja cabellera, tapant les orelles. Ulls amb parpella, amb iris i nineta poc marcades, front ample, perfil oval, boca carnosa i barbeta arrodonida. Buit de dins, al darrere té una perforació de 3 cm de diàmetre al clatell. Nas erosionat. Argila vermellosa, oxidada.
És igual que el tipus VVIIa1 de Capua, però amb vel de jove i amb paral·lels del pentinat amb els UIIIa1 i el UVIIa1.
Dita perforació, es dubta si servia per a penjar la peça, o perquè respirés l'argila.
Mides: 31 x 16 x 15 cm. Segle III aC.

### Cap de jove

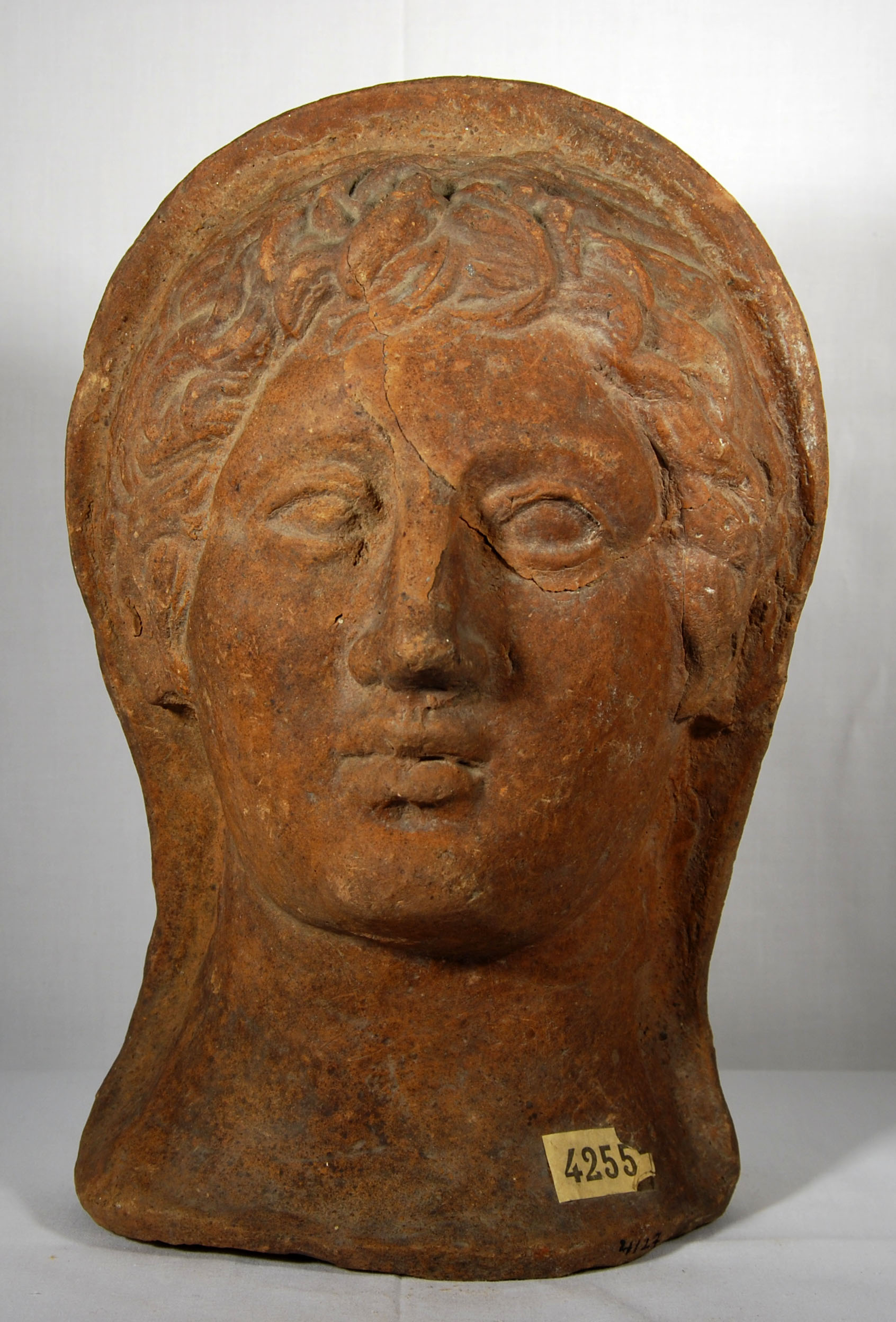
Cap masculí de jove. Exvot etrusc hel·lenístic de Calvi (Campània). BMVB-4127

Invent. 4127. Cap d'home jove amb vel pentinat de rínxols amb clenxa al front, sense cabellera, que deixa veure les orelles. Ulls amb parpella, iris i nineta. Cara curta, ovalada amb barbeta arrodonida, nas recte, boca amb llavis ajuntats i una esquerda que va del front a l'ull dret. Buit de dins, conserva l'acabament del motlle, té un color vermell negrós i perforació de 3 cm al clatell.
És semblant al tipus V1a1 de Càpua, amb físic i pentinat.
Mides: 24 x 16 x 13 cm. Segle III aC. Núm. del MAN. 4255.

### Mitja cara

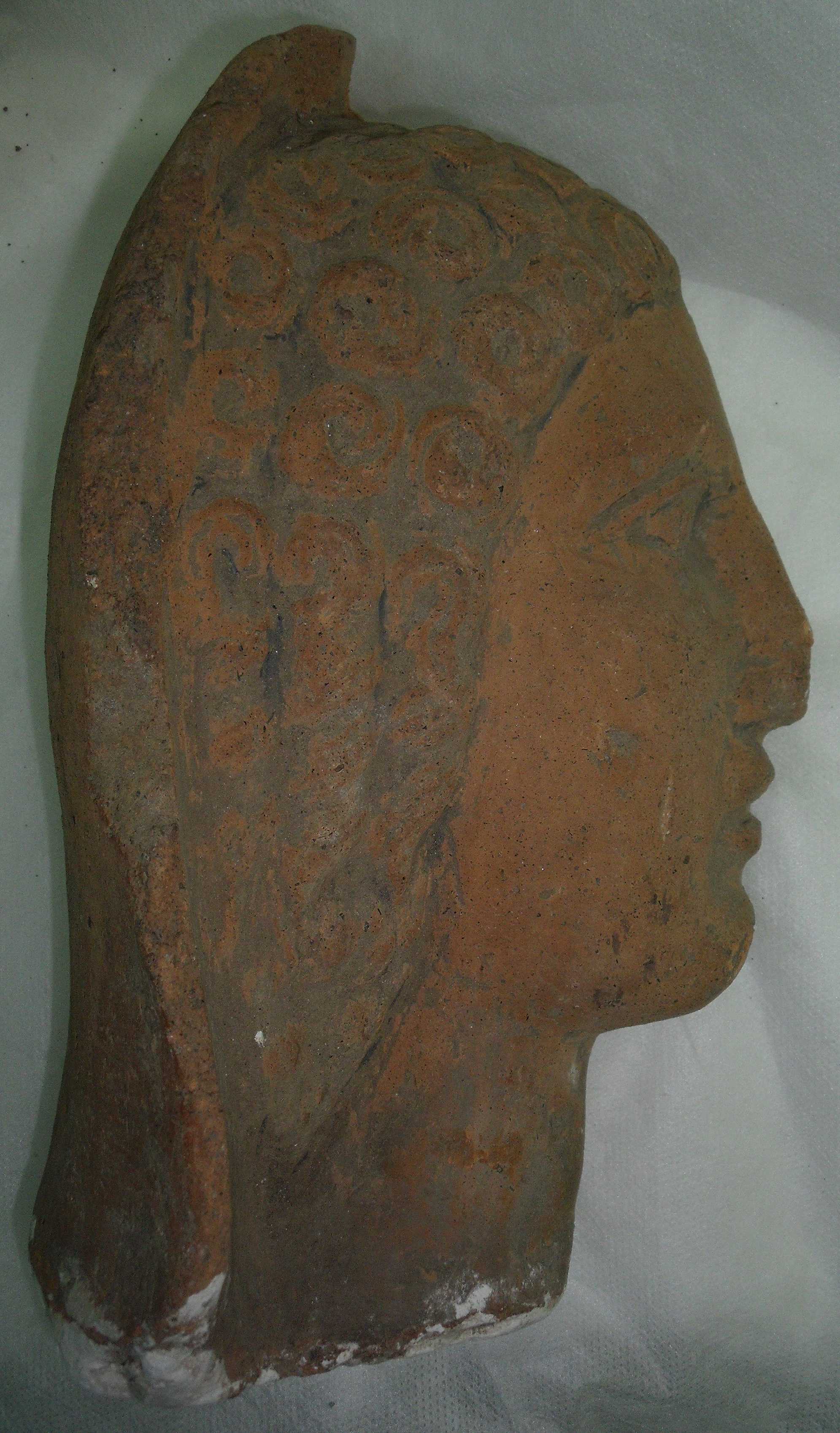
Mig cap femení. Exvot etrusc hel·lenístic de Calvi (Campània). BMVB-3338

Invent. 3338. Mig cap de dona amb vel, amb mitja cabellera de pentinat de rínxols diferents al masculins. Format per tres trenes amb rínxols rodons que es decanten per la cara dreta i tapen les orelles. Aquest tipus de pentinat va ser molt comú des del segle V al II aC, per Etrúria, Itàlia central, o Campània, en jaciments com Cales, Lavinio i Anagni. Buit per dins, el buidat és tapat per una paret d'argila amb una perforació de 3 cm de diàmetre. El nas té la punta trencada i el color és vermell negrós.
És igual al tipus C2VIII8 de Veïs (Lazio). Per al pentinat, hi ha semblants al núm. 1805 del MAN, al Museu de Tarquínia i al Museu de Florència, núm. 4770.
Mides : 27 x 16 x 10 cm. Segles III-II. 

### Una mà

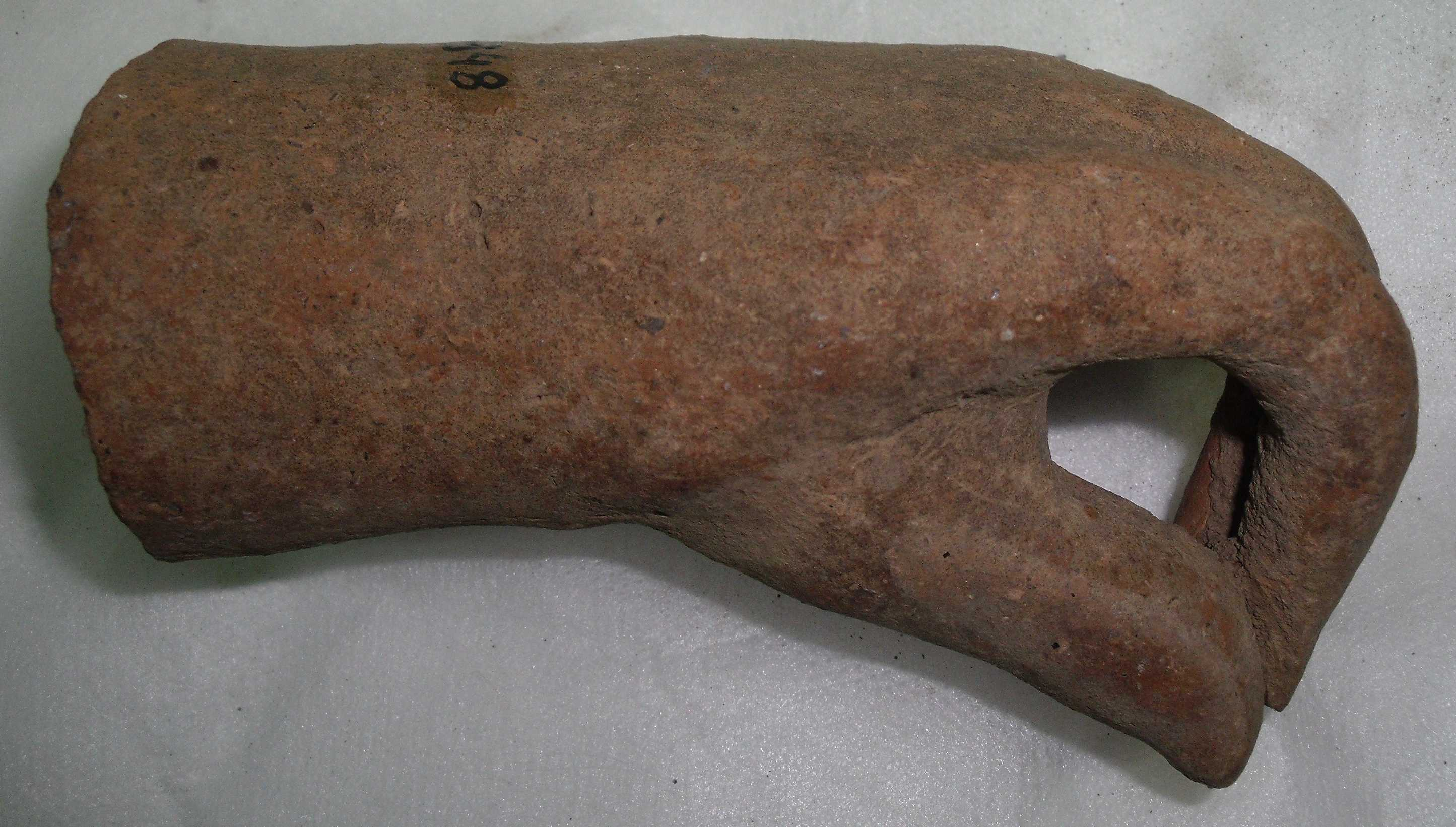
Mà. Exvot etrusc hel·lenístic de Calvi (Campània). BMVB-3348

Invent. 3348. Mà, junt amb el canell i part del braç, que ajunta el dit gros amb el índex, fent un pessic. El dit del mig és sencer, mentre que els altres dos han perdut la primera falange. Ungles ben marcades. Sembla que es deuria presentar en posició vertical i en diferents posicions: mà oberta, puny tancat o amb índex aixecat. Argila local de color vermell terrós. Buit per dins.
Tipus similar al MAN, pàg. 37, núm. 32.
Mides: 12 x 06 x 5,5 cm. MAN: 5537. Segles III-II. 

### Un peu

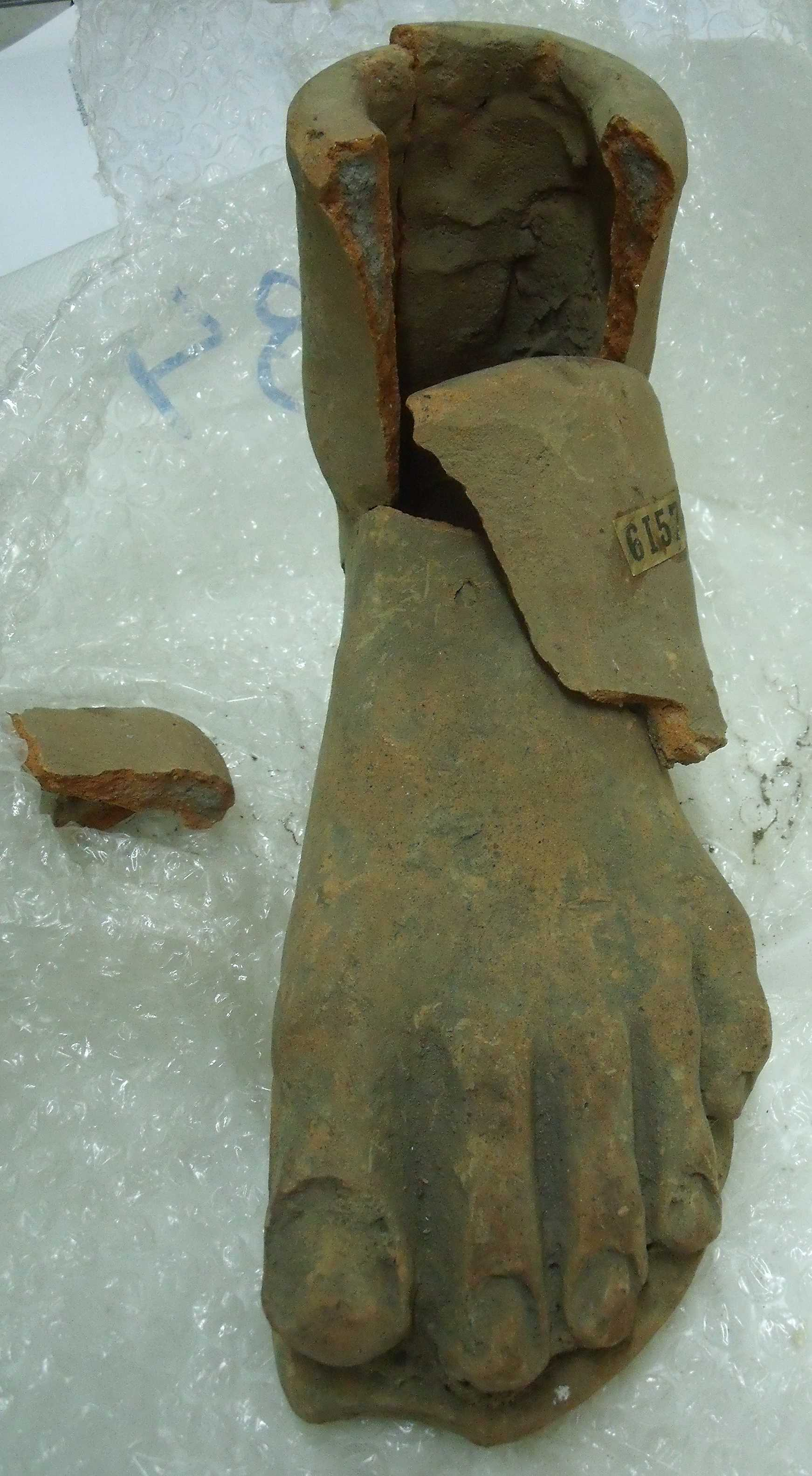
Peu. Exvot etrusc hel·lenístic de Calvi (Campània). BMVB-3384

Invent. 3384. Peu esquerre que junt amb el turmell i part de la cama, es presenta en posició frontal i sobre una llosa d'argila, o sola. Ungles ben detallades i canya de la cama i punta de la sola trencades. Argila local de color vermell terrós. Buit per dins.
Són nombrosos els peus de terra cuita conservats en les col·leccions dels museus de MAN de Madrid, Cophenage, Metropolità de Nova York, Vaticà, o el Manganello de Caere. I alguns en parella, com el tipus Cfr3 i 4 de Veio.
Mides: 15 x 09 x 23 cm. Invent. MAN: 6157. Segles III-II. 

### Un cavall

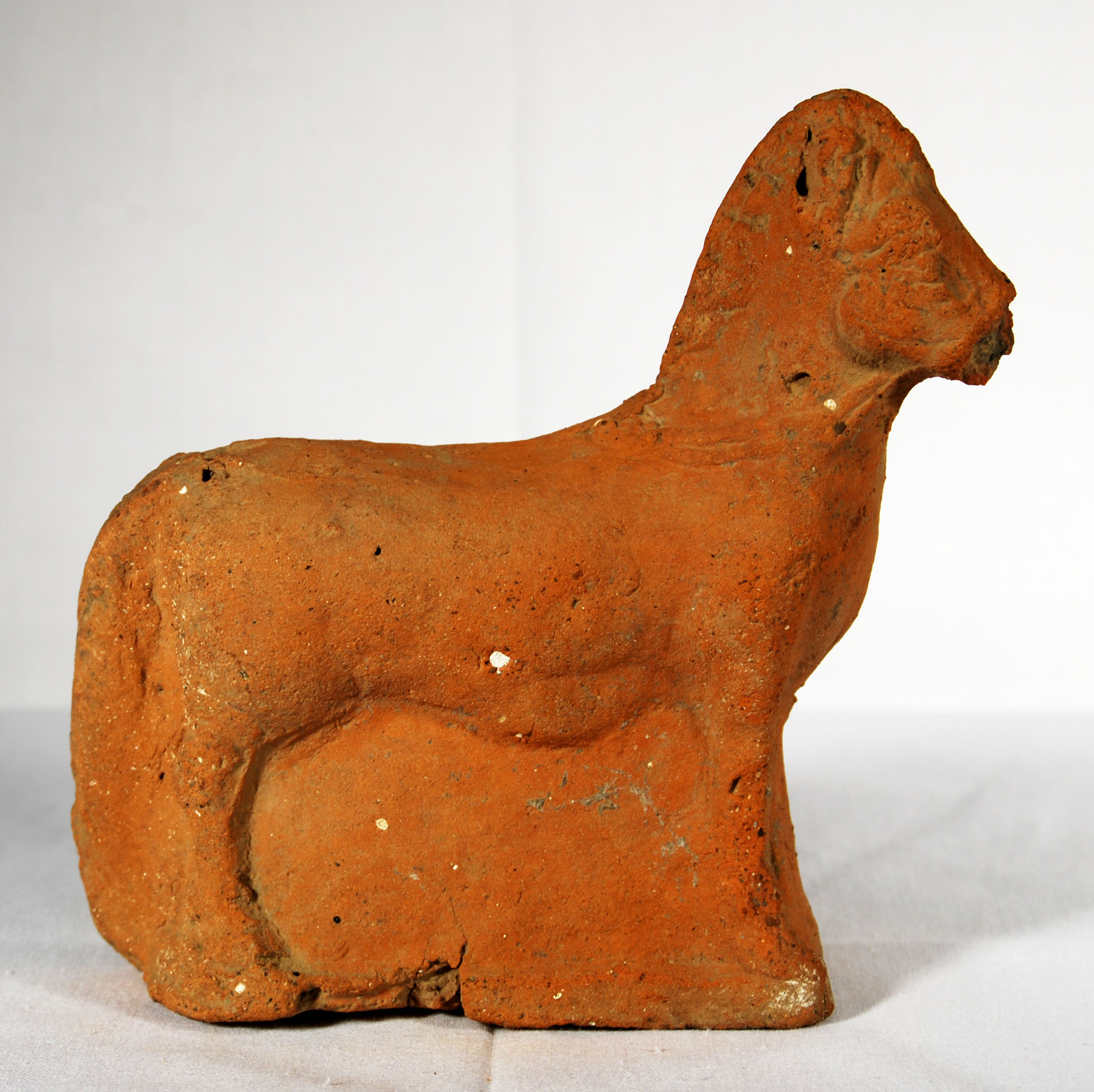
Cavall. Exvot etrusc hel·lenístic de Calvi (Campània). BMVB-3332

Invent. 3332. Cavall sencer de peu fet d'una sola peça. Caràcters del rostre, crin i cua ben marcades. Les potes són emmotllurades per buidat dels contorns. Argila local color vermell terrós. Vista lateral dreta.
També apareixen aquests cavallets a Veio, tipus G2I 1. I muntat, en els inventaris 3292 i 3400 del MAN.
Mides: 10 x 08 x 05 cm. Segles III-II.

### Un porc senglar

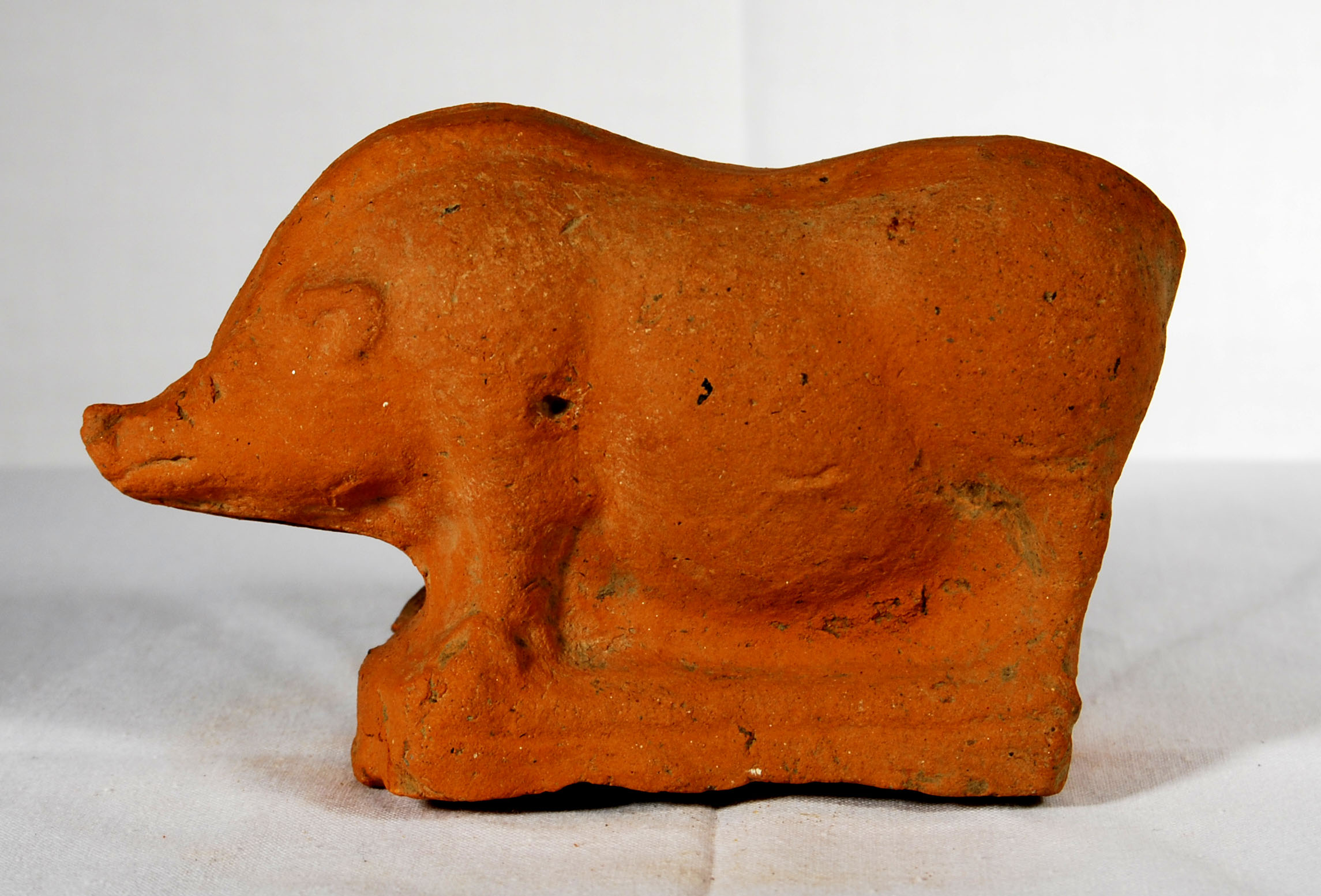
Porc senglar, exvot etrusc hel·lenístic de Calvi (Campània). BMVB-3333

Invent. 3333. Porc senglar fet d'una sola peça. Caràcters del morro, boca i orelles ben marcats, així com el llom amb la crin marcada. Les potes són emmotllurades per buidat dels contorns. Argila color local vermell terrós. Vista lateral esquerra. Interior buit.
No és un animal massa representat. Es pot trobar a Veio en els tipus G3IA4 i G3III 1. Cita Capua.
Mides: 08 x 05 x 04 cm. Segles III-II.

### Un brau

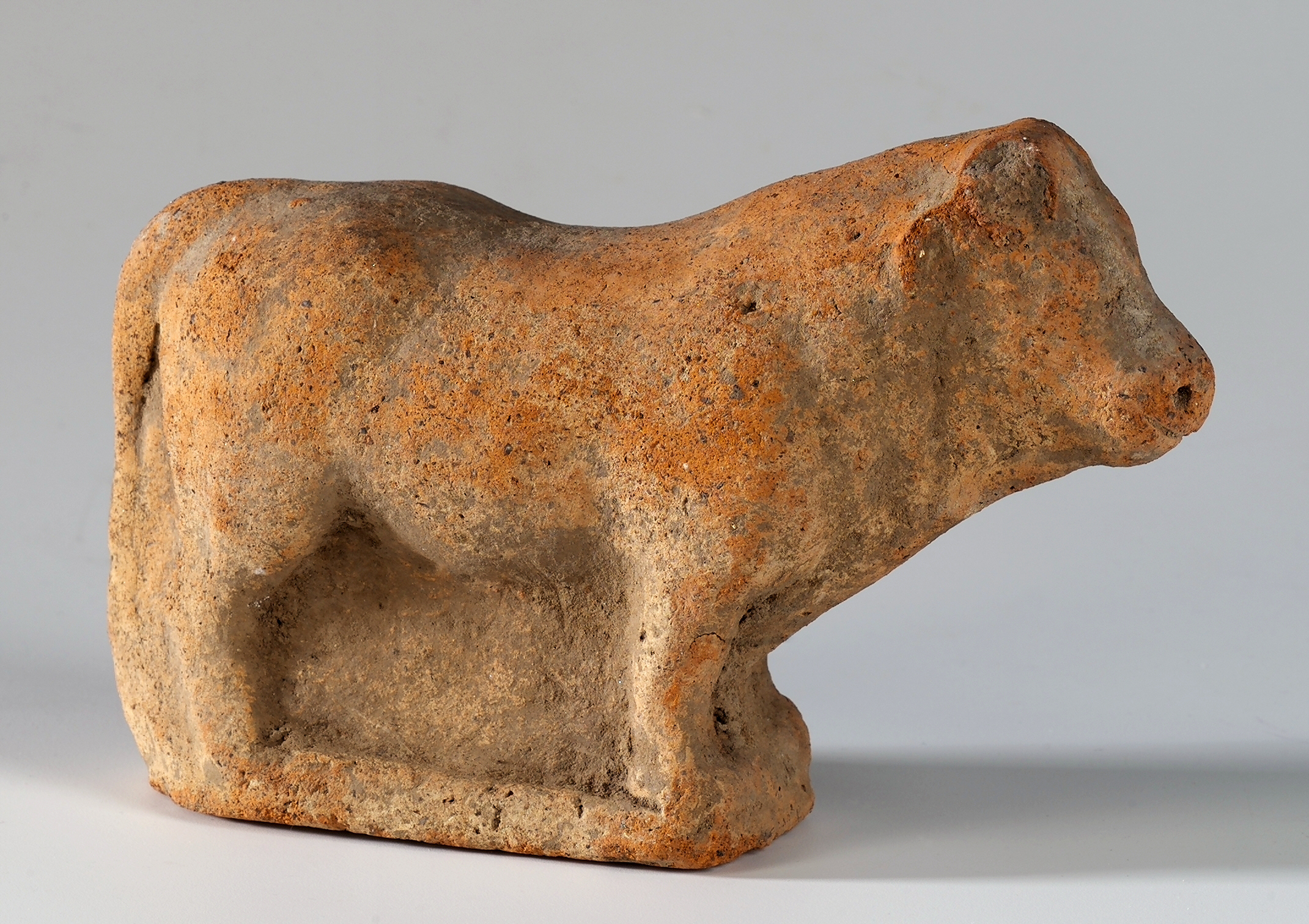
Brau sense banyes. Exvot etrusc hel·lenístic de Calvi (Campània). BMVB-3360

Invent. 3360. Brau fet d'una sola peça. La cua i el llom són ben marcats. Per contra, els detalls de la cara queden detallats superficialment i les banyes són trencades. Les potes són emmotllurades per buidat dels contorns. Argila color local vermell terrós. Vista lateral dreta. Interior buit.
Més representat, hi ha un exemplar idèntic al Museu de Florència, invent. 4823, de procedència desconeguda. Semblants: a Veio, forma G11; al Museu de Tarquínia, invent. 1346a.
Mides: 17 x 11 x 05 cm. Invent. MAN: 6849. Segles III-II.

### Una careta

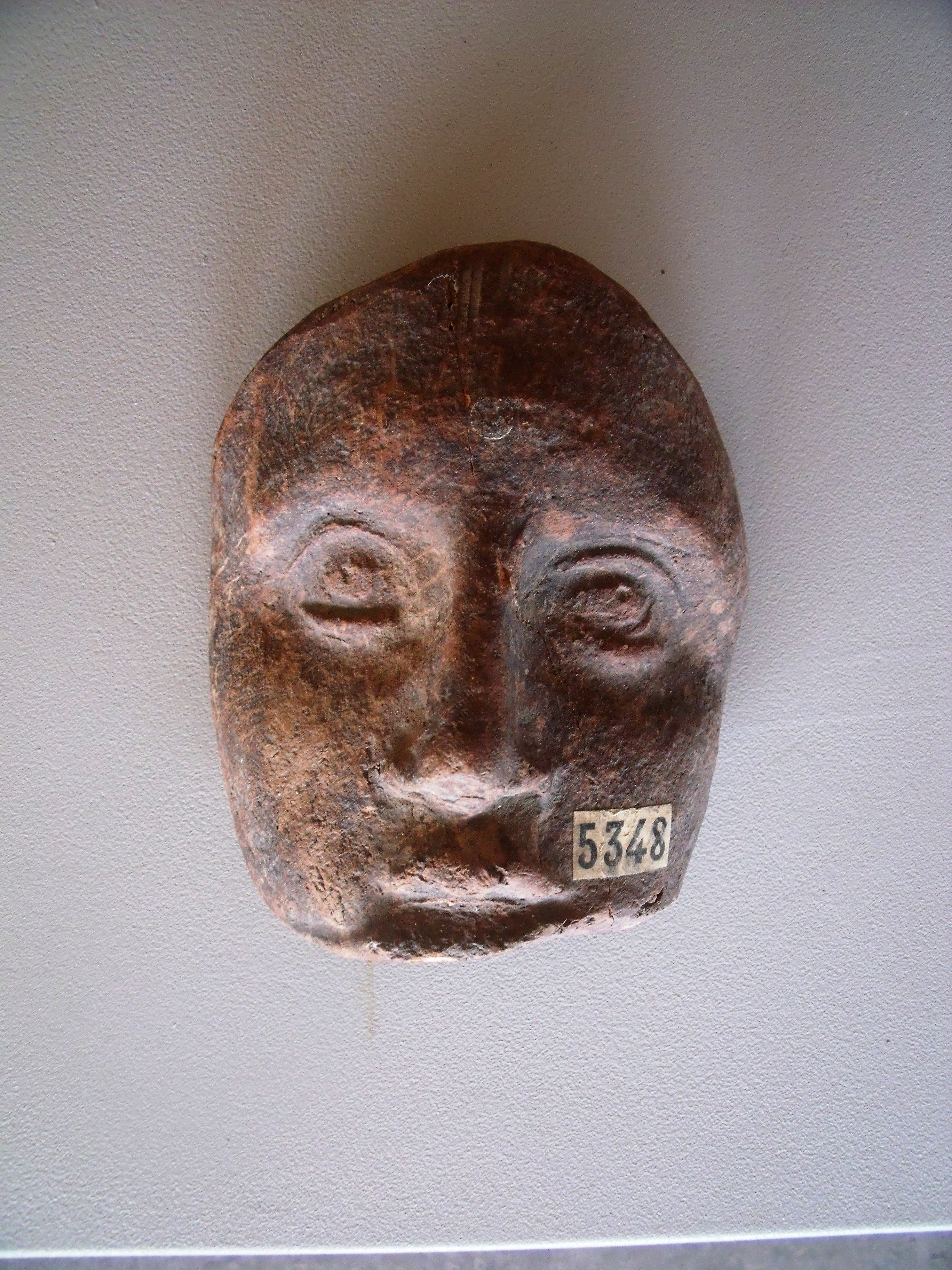
Careta. Exvot etrusc hel·lenístic de Calvi (Campània). BMVB-3355

Invent. 3355. Careta, que representa una cara humana amb el front ample que guanya alçada enfront dels cabells. Ulls amb parpella, iris i nineta marcada amb una impressió rodona. Nas gros i recte. Mitja boca, amb llavis superior i sense barbeta. Argila color local vermell terrós. Vista frontal. Darrere buit. Es creu que són ofrenes en record al món teatral i al culte dionisíac.
Hi ha una àmplia col·lecció a Tarquínia de la qual es pot veure en el núm. 7535 un paral·lelisme i una plena identitat amb el núm. 5419 del MAN i al tipus G1III1, Vagnetti T1 de Veio.
Mides: 12 x 10 x 04 cm. Invent. MAN: 5348. Segle IV-III.

## Anàlisi
Es pot dir que aquest conjunt és bastant homogeni en les seves traces, que fa cura de voler reproduir els detalls, sobretot amb els exvots de representació humana que encara que sent variacions de produccions seriades, es volen carregar de fort realisme. Menys la representació d'animals, que es presenten més esquemàtics en les formes, segurament per considerar que no mereixien el mateix alt valor espiritual que les persones.
Per aquestes condicions se'ls considera d'estil hel·lenístic, no s'hi aprecia cap traç del perfilat estil de la cloroplàstica etrusca antiga dels segles VII-V aC; es pot dir que mostren una coincidència geogràfica en les produccions similars que es troben als jaciments del Lazio i la Campània dels segles IV-II aC, on sembla que Veio seria un dels centres productors més importants, ja des del segle iv aC i que escamparia la moda cap altres centres productors, com els de la zona de Capua i Calvi, en els segles III-II aC.